# Radosław Majdan
Radosław Majdan (ur. 10 maja 1972 w Szczecinie) – były polski piłkarz występujący na pozycji bramkarza, komentator i ekspert telewizyjny, działacz społeczny, przedsiębiorca i osobowość medialna.
Wychowanek i wieloletni zawodnik Pogoni Szczecin, dwukrotny mistrz Polski z Wisłą Kraków, reprezentant Polski, uczestnik Mistrzostw Świata 2002. Po zakończeniu profesjonalnej kariery trener bramkarzy, bramkarz piłki nożnej plażowej i blind footbalu. W latach 2006–2009 radny sejmiku województwa zachodniopomorskiego.

## Kariera zawodnicza

### Kluby
W 1986, będąc w piątej klasie szkoły podstawowej, podczas turnieju międzyszkolnego został dostrzeżony przez Włodzimierza Obsta, który zaprosił go na trening Pogoni Szczecin. Ostatecznie został graczem klubu; najpierw grał w drużynie juniorów, do pierwszej drużyny trafił w 1989, a w ekstraklasie zadebiutował w sezonie 1992/1993, 8 sierpnia 1992 w przegranym 0:3 meczu przeciwko Ruchowi Chorzów. Przez wiele sezonów był podstawowym bramkarzem Pogoni, występującej wówczas w ekstraklasie (jeden sezon, 1996/1997 w II lidze). Jego największym osiągnięciem w tym czasie było zdobycie wicemistrzostwa Polski w 2001. Przez cały okres gry w Pogoni był ulubieńcem szczecińskiej publiczności, a szacunek wśród fanów zdobył m.in. podczas meczu ze Śląskiem Wrocław, gdy odebrał jednemu z kibiców Śląska skradziony transparent Pogoni. Zagrał w klubie łącznie 225 meczów.
W 2001 przeszedł do klubu tureckiej Superligi Göztepe Izmir. Rozegrał w niej 31 meczów w sezonie 2001/2002 w podstawowym składzie, jednak po zakończeniu sezonu odszedł do PAOK-u Saloniki, w którym wystąpił w czterech meczach oraz zdobył Puchar Grecji. Wiosną 2003 występował w tureckim klubie Bursaspor, w którym rozegrał sześć meczów w Superlidze. Latem 2003 przeniósł się do izraelskiego FC Aszdod, gdzie zagrał 12 meczów w pierwszej lidze. W przerwie zimowej został kupiony przez klub ówczesnych mistrzów Polski, Wisłę Kraków. Z drużyną dwukrotnie sięgnął po tytuł mistrzowski (w 2004 i 2005). Występował również w eliminacjach Ligi Mistrzów oraz w Pucharze UEFA. W sezonie 2005/2006 zajął z Wisłą Kraków drugie miejsce w Orange Ekstraklasie. Z powodu kontuzji pod koniec rundy wiosennej w bramce Wisły zastąpił go Mariusz Pawełek, a po zakończeniu sezonu klub nie przedłużył z nim umowy o pracę.

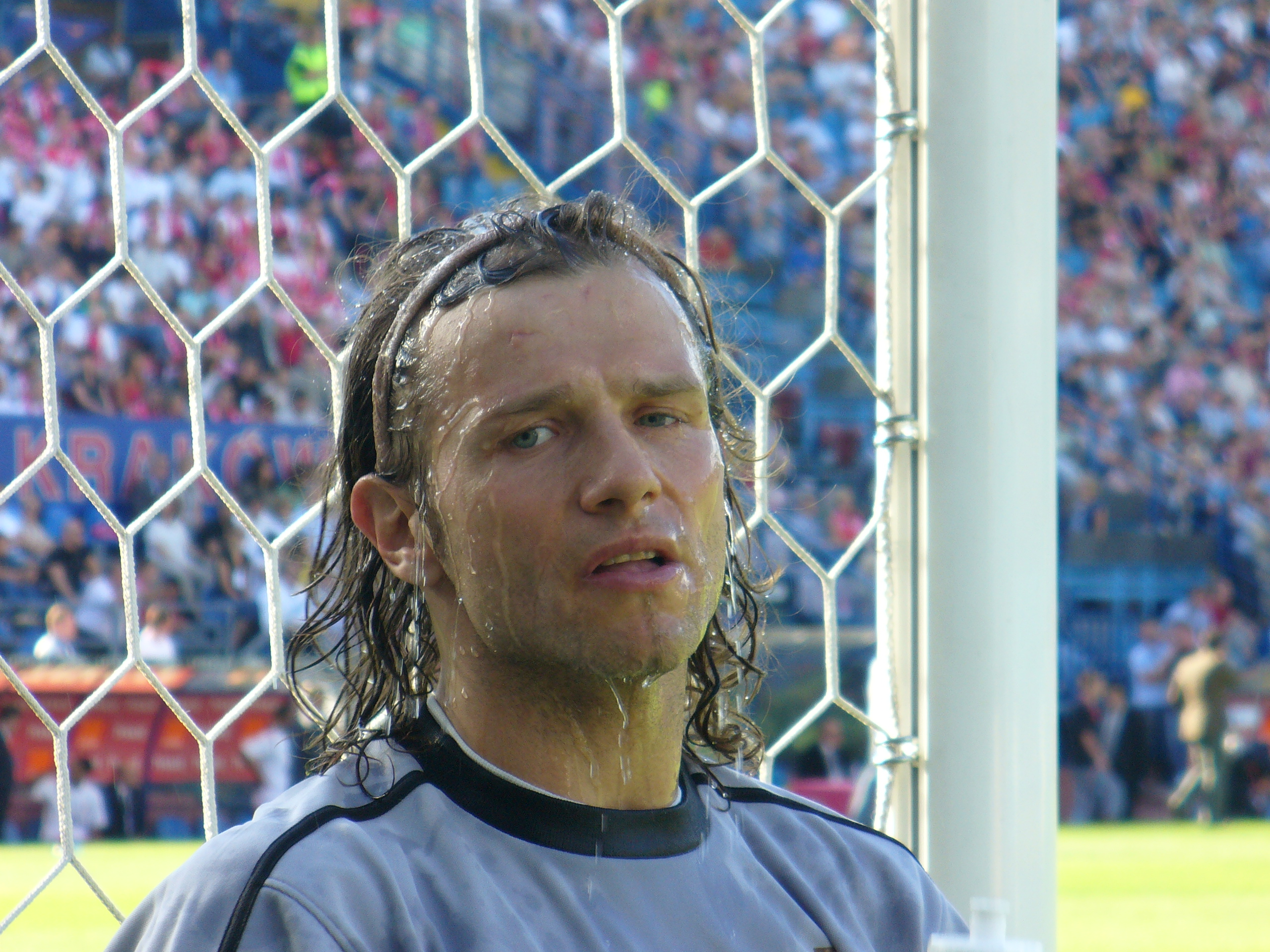
Radosław Majdan (2007)

30 czerwca 2006 podpisał dwuletni kontrakt ze swoim macierzystym klubem, Pogonią Szczecin. 25 czerwca 2007 podpisał kontrakt z Polonią Warszawa. W klubie występował sporadycznie, będąc zmiennikiem Sebastiana Przyrowskiego. Ostatni mecz zagrał 7 października 2009 przeciwko Pogoni Szczecin, przegranym 0:2. Karierę sportową zakończył w maju 2010, po czym został rzecznikiem klubu Polonia Warszawa.
W lipcu 2019 poinformował o powrocie do działalności sportowej, przyjąwszy propozycję zostania bramkarzem klubu Śląsk Wrocław Blind Football. W październiku tego samego roku z drużyną sięgnął po klubowe mistrzostwo świata.

### Reprezentacja
Pierwsze powołanie do reprezentacji Radosław Majdan otrzymał od selekcjonera Henryka Apostela w 1994. W rozegranym 22 sierpnia w Radomiu meczu towarzyskim z Białorusią 22-letni golkiper nie otrzymał jednak szansy debiutu, będąc jedynie rezerwowym dla Andrzeja Woźniaka. Identyczna sytuacja miała miejsce podczas meczu z Litwą, który odbył się 15 marca 1995 w Ostrowcu Świętokrzyskim.
W reprezentacji Polski zadebiutował 26 stycznia 2000 w towarzyskim meczu z Hiszpanią w Cartagenie, przegranym 0:3. Był rezerwowym bramkarzem na MŚ 2002, na których rozegrał jeden mecz (jedyny wygrany przez polską drużynę: Polska – USA 3:1). Ostatni, siódmy występ w reprezentacji zaliczył 21 sierpnia 2002 w rozegranym w Szczecinie spotkaniu towarzyskim z reprezentacją Belgii (1:1). Strzegąc reprezentacyjnej bramki przez 449 minut, sześć razy został pokonany przez piłkarzy drużyn przeciwnych. Trzynastokrotnie pełnił rolę rezerwowego, będąc powoływanym na zgrupowania przez trzech selekcjonerów – Apostela, Engela i Bońka.
| lp. | Data              | Miejsce   | Przeciwnik        | Rezultat | Rozgrywki  | Grał     | Uwagi                                   |
| --- | ----------------- | --------- | ----------------- | -------- | ---------- | -------- | --------------------------------------- |
| 1.  | 26 stycznia 2000  | Kartagena | Hiszpania         | 0-3      | towarzyski | 90 minut |                                         |
| 2.  | 14 listopada 2001 | Poznań    | Kamerun           | 0-0      | towarzyski | 45 minut | Zmieniony przez Adama Matyska           |
| 3.  | 13 lutego 2002    | Limassol  | Irlandia Północna | 4-1      | towarzyski | 89 minut | Zmieniony przez Andrzeja Bledzewskiego  |
| 4.  | 27 marca 2002     | Łódź      | Japonia           | 0-2      | towarzyski | 45 minut | Zmienił Jerzego Dudka                   |
| 5.  | 18 maja 2002      | Warszawa  | Estonia           | 1-0      | towarzyski | 45 minut | Zmieniony przez Adama Matyska           |
| 6.  | 14 czerwca 2002   | Tedzon    | Stany Zjednoczone | 3-1      | MŚ 2002    | 90 minut | Żółta kartka                            |
| 7.  | 21 sierpnia 2002  | Szczecin  | Belgia            | 1-1      | towarzyski | 45 minut | Zmieniony przez Wojciecha Kowalewskiego |

### Plażowa piłka nożna
Grał w reprezentacji Polski w piłce nożnej plażowej. Karierę z piłką nożną plażową zakończył w 2009.

## Inna działalność sportowa

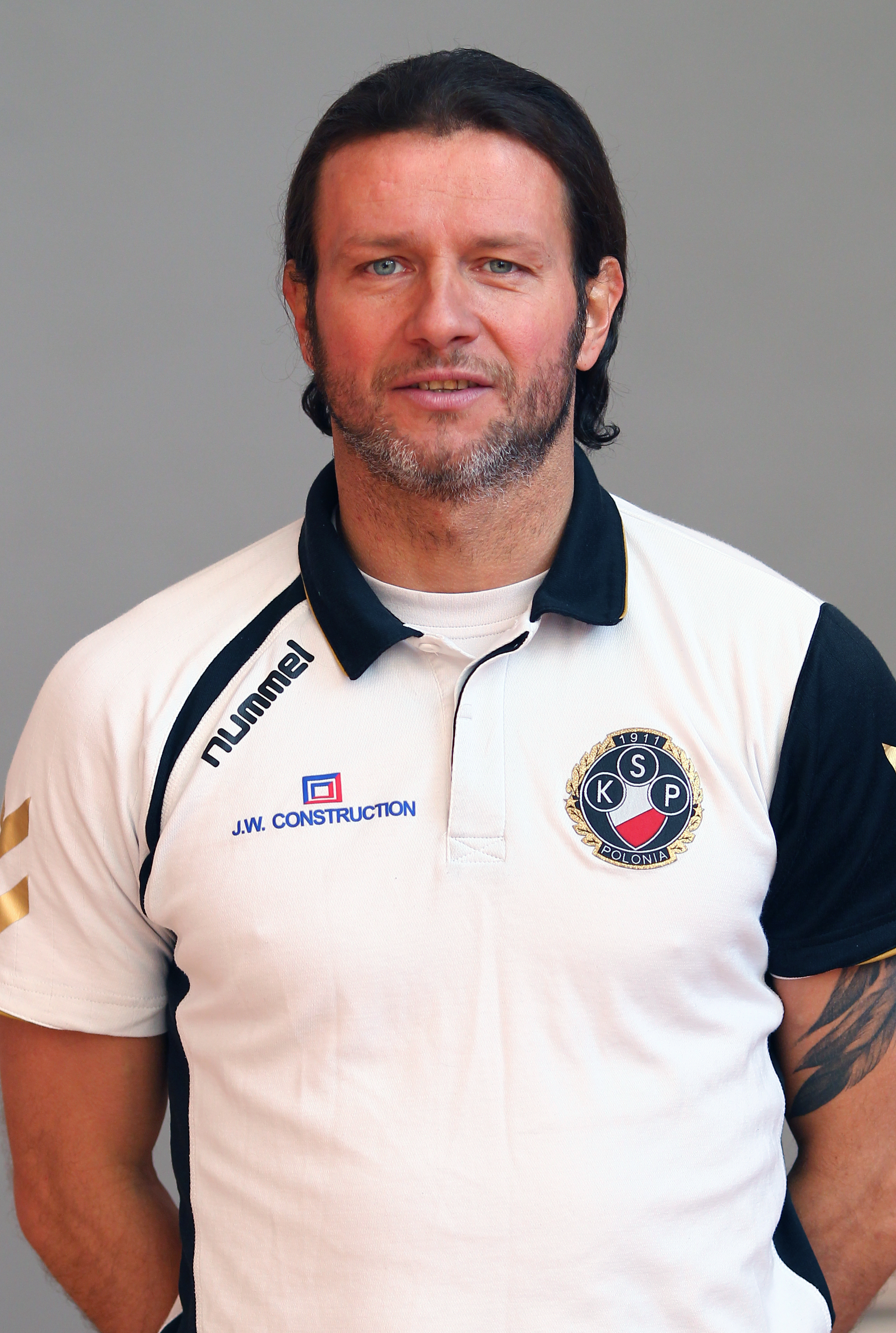
Radosław Majdan jako trener bramkarzy Polonii Warszawa (2011)

15 grudnia 2009 został mianowany na dyrektora sportowego oraz kierownika drużyny Polonii Warszawa. Od maja 2010 pełnił również funkcję rzecznika prasowego w tym klubie. W sezonie 2011/2012 pełnił stanowisko trenera bramkarzy pierwszego zespołu.
| Lata      | Kraj   | Klub             | Funkcja                               |
| --------- | ------ | ---------------- | ------------------------------------- |
| 2009–2010 | Polska | Polonia Warszawa | Dyrektor sportowy i kierownik drużyny |
| 2010      | Polska | Polonia Warszawa | Rzecznik prasowy                      |
| od 2011   | Polska | Polonia Warszawa | Trener bramkarzy                      |

W latach 2017–2019 był ekspertem Eurosportu prowadzącym relacje przed i w przerwach transmitowanych przez kanał meczów Ekstraklasy. Od sierpnia 2019 jest stałym ekspertem w programie Liga+ Extra, który emitowany jest na antenach sportowych Canal+. Był też komentatorem meczów piłki nożnej m.in. w Telewizji Polskiej (w tym na kanale TVP Sport) i Eurosporcie.
W 2020 został ekspertem i komentatorem Ekstraklasy na wyłączność. Dołączył tym samym do stałej redakcji Canal+ Sport. W 2023 na mocy porozumienia pomiędzy Ringier Axel Springer Polska i Canal+ Polska został jednym z ekspertów Przeglądu ligowego, emitowanego przez Przegląd Sportowy Onet za pośrednictwem strony internetowej i w serwisie YouTube. Program nadawany jest premierowo o godzinie 10:00, w każdy piątek tygodnia, w którym rozgrywana jest kolejka piłkarskiej PKO BP Ekstraklasy. To właśnie najwyższa liga rozgrywek piłkarskich w Polsce, jest głównym tematem każdego odcinka, chociaż nie brakuje tam również komentarzy i analiz dotyczących największych lig europejskich, takich jak: Bundesliga, Premier League, Primera División, Serie A, czy Ligue 1.

## Działalność pozasportowa

### Kariera medialna

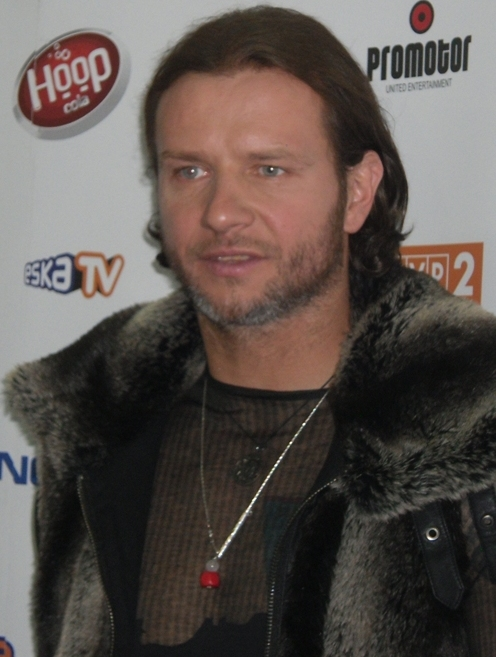
Radosław Majdan podczas Eska Music Awards 2011

Przez media nazwany „polskim Beckhamem” i celebrytą. Jego sesje zdjęciowe prezentowały m.in. magazyny „CKM” (2004), „Gala” (2006) i „Joy” (2009). Podpisał kontrakt z agencją modeli Mag Models.
Wystąpił w kampanii reklamowej perfum dla mężczyzn włoskiej marki Tonino Lamborghini (2008) i w spotach reklamowych marki Taboo (2008) i firmy produkującej sprzęt sportowy Zina. W 2012 został ambasadorem marki ubraniowej Pako Lorente.
10 maja 2012 ukazała się biografia Majdana pt. Pierwsza połowa, będąca wywiadem-rzeką przeprowadzonym przez Marka Łuszczynę. Książka dedykowana jest Annie Prus, ówczesnej partnerce Majdana.
Będąc mężem Doroty Rabczewskiej, pojawił się gościnnie w kilku odcinkach reality show Bar (2002, 2004), Mamy cię! (2005) i Mój pierwszy raz (2005). Gościł również w talk-shows: Szymon Majewski Show (2008) i trzykrotnie w Kuba Wojewódzki (2004, 2005, 2011), a także w reality show Warsaw Shore (2013). W 2008 był członkiem panelu dyskusyjnego w programach: Miasto kobiet i Tomasz Lis na żywo. Wielokrotnie gościł w programie śniadaniowym Dzień dobry TVN. Był uczestnikiem programów rozrywkowych Taniec z gwiazdami (2009) i Azja Express (2016), bohaterem reality show Iron Majdan (2018) oraz zawodnikiem w specjalnym wydaniu teleturnieju Milionerzy, w którym w parze z Małgorzatą Rozenek-Majdan wygrali 40 tys. złotych, które przekazali Fundacji TVN – „Nie jesteś sam”.
Wystąpił w teledyskach do piosenek: „Dżaga” zespołu Virgin (2004), „Katharsis” Dody (2007), „Biegnij” duetu Red & Spinache (2009) i „Mega luzik” zespołu Monopol (2011), był też bohaterem piosenki Grupy Operacyjnej „Podobne przypadki”. Zagrał epizodyczne role w serialach: Chichot losu (2011), Piąty Stadion (2012–2013) i Barwy szczęścia (2016).
W latach 2012–2014 był gitarzystą zespołu rockowego The Trash, w którego skład wchodzili też: Piotr Konca, Sebastian Piekarek, Marcin Kleiber i Radosław Owczarz. 25 stycznia 2013 zadebiutowali utworem „Na niby”. W 2014 zawiesili działalność.

### Kariera biznesowa
W 2007 został wybrany do Rady Nadzorczej SSA Pogoń Szczecin, w której zasiadał trzy miesiące. W latach 2014–2020 zasiadał w Radzie Nadzorczej giełdowej spółki MBF Group S.A.
W 2011 stworzył własną linię perfum Vabun. 28 czerwca 2018 firma Vabun, której był prezesem i największym akcjonariuszem, zadebiutowała na GPW, pojawiając się na rynku NewConnect. W grudniu 2020 sprzedał swoje akcje w przedsiębiorstwie i zrezygnował ze stanowiska prezesa zarządu.

### Kariera polityczna
W listopadzie 2006 został radnym Sejmiku Województwa Zachodniopomorskiego z ramienia Platformy Obywatelskiej, zdobywając ponad 15 tys. głosów. W czerwcu 2009 zrzekł się mandatu.

## Życie prywatne

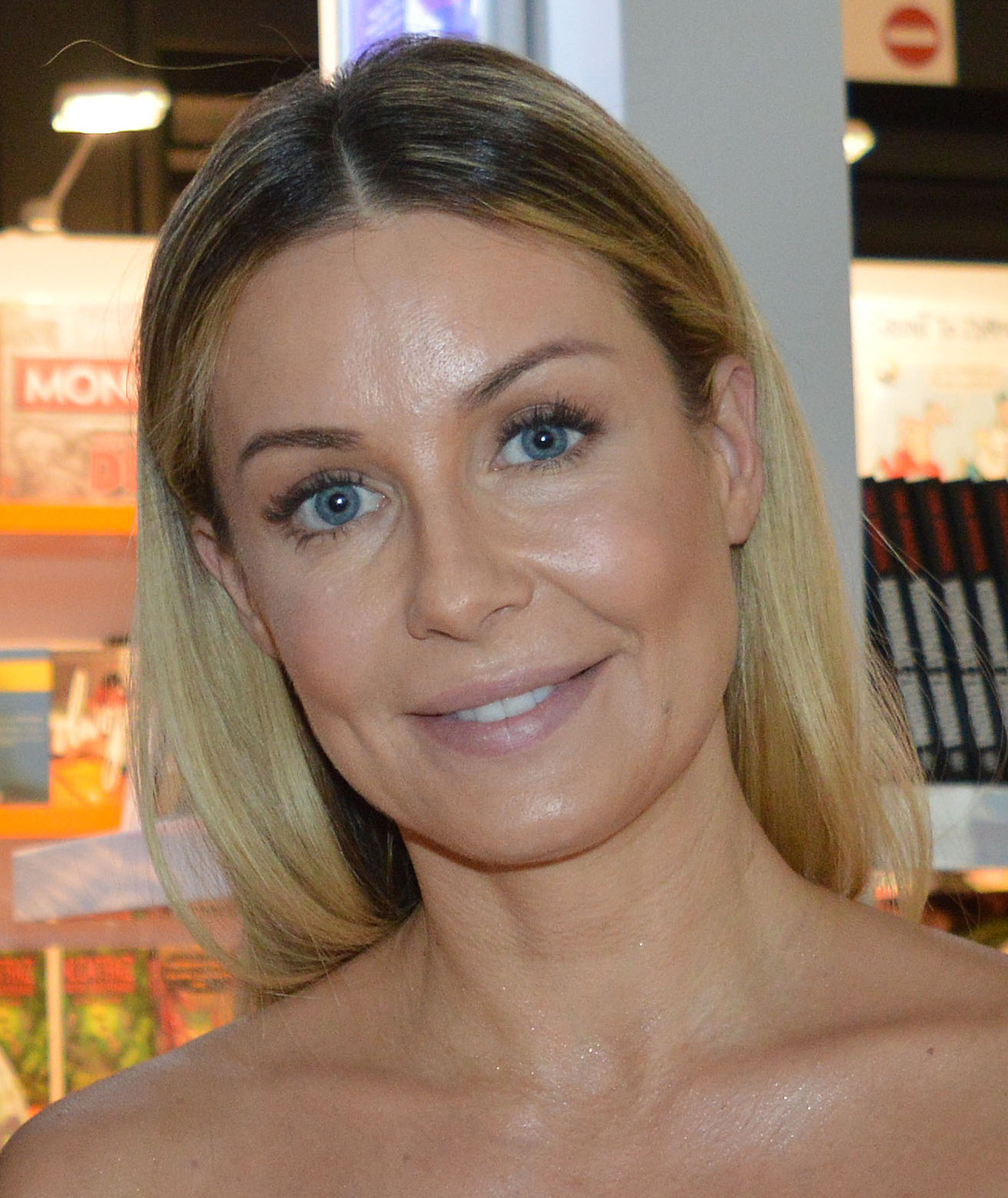
Małgorzata Rozenek-Majdan, żona Radosława Majdana

Ma starszą siostrę Katarzynę i młodszego brata Cezarego (ur. 1980). Ich ojciec był marynarzem, a matka Halina (zm. 2023) zajmowała się domem i wychowaniem dzieci. Dorastał na szczecińskim Pogodnie. W młodości oprócz gry nożnej trenował również judo w Arkonii Szczecin oraz koszykówkę.
20 czerwca 1998 poślubił projektantkę mody Sylwię Koperkiewicz. W latach 2005–2008 był żonaty z piosenkarką Dorotą „Dodą” Rabczewską. W 2012 był w nieformalnym związku z Anną Prus. 10 września 2016 ożenił się z prezenterką telewizyjną Małgorzatą Rozenek, z którą jest związany od 2013. 10 czerwca 2020 urodził im się syn, Henryk.

### Procesy sądowe
W kwietniu 2007 został oskarżony o pobicie dziennikarza „Faktu” Mariusza Kuczewskiego, do czego miało dojść w nocy z 31 marca na 1 kwietnia w klubie nocnym „Rocker” w Szczecinie po ligowym meczu Pogoni Szczecin z Wisłą Płock. Sąd pierwszej instancji uznał go za winnego udziału w bójce i skazał na 25 tys. zł grzywny, jednak piłkarz apelował od wyrok. Sąd drugiej instancji umorzył sprawę z braku dowodów.
W nocy z 27 na 28 lipca 2008 w pensjonacie Villa Siesta w Mielnie wraz z dwoma innymi piłkarzami (Piotrem Świerczewskim i Jarosławem Chwastkiem) został zatrzymany za znieważenie i napaść na interweniujących policjantów – Arkadiusza Malaszewskiego i Sławomira Kusznerczuka. Prokuratura wszczęła postępowanie w tej sprawie. Majdan opuścił areszt za poręczeniem majątkowym wysokości 50 tys. zł. Proces sądowy rozpoczął się w czerwcu 2009, piłkarze zostali oskarżeni o zmuszanie policjantów przemocą do odstąpienia od czynności służbowych oraz o znieważenie. 15 czerwca 2010 koszaliński sąd rejonowy skazał Majdana na karę grzywny za słowną obrazę funkcjonariuszy. Od wyroku apelację złożyli zarówno obrońcy piłkarzy, jak i prokurator, a 29 października 2010 sąd drugiej instancji (Sąd Okręgowy w Koszalinie) umorzył sprawę z uwagi na „nieznaczną szkodliwość czynu”. Sąd uznał, że piłkarze nie są niewinni, jednakowoż reakcję policjantów na zachowanie Świerczewskiego ocenił jako „niewspółmierną w stosunku do tego zachowania”. Wszyscy trzej piłkarze musieli wspólnie pokryć koszty postępowania. Jednocześnie piłkarze wytoczyli Malaszewskiemu i Kusznerczukowi sprawę o pobicie, jednak została ona umorzona z braku dowodów.

## Filmografia

### Filmy i seriale
- Chichot losu (2011) jako komentator sportowy
- Piąty Stadion (2012–2013) jako on sam
- Barwy szczęścia (2016) gościnnie jako komentator sportowy
- Miłość, seks & pandemia (2021) jako lotniarz Piotr

### Teledyski muzyczne
- 2004 – Virgin – „Dżaga”
- 2007 – Doda – „Katharsis” (reż. Anna Maliszewska)
- 2009 – Red & Spinache – „Biegnij” (wspólnie z Piotrem Świerczewskim zagrał rolę policjanta)[41]
- 2011 – Monopol – „Mega luzik” (wspólnie z Iloną Felicjańską i Tomaszem Iwanem)[42]
- 2012 - Kasia Nova - „Shake It”

### Reklamy telewizyjne
- 2008: Reklama Taboo
- 2008: Reklama marki Tonino Lamborghini[32]
- 2009: Reklama sprzętu sportowego Zina[33]

## Dyskografia

### Single
- 2013 – „Na niby” (z zespołem The Trash)